# Elaphropeza liui
Elaphropeza liui är en tvåvingeart som beskrevs av Yang och Stephen D. Gaimari 2005. Elaphropeza liui ingår i släktet Elaphropeza och familjen puckeldansflugor. Inga underarter finns listade i Catalogue of Life.